# Onderzoeker in opleiding
Een onderzoeker in opleiding (oio) was in Nederland een variant van de 'aio'. Deze was net als een aio aangesteld  aan een universiteit om onderzoek te verrichten maar werd gefinancierd via de zogenaamde 'tweede geldstroom', afkomstig van wetenschappelijke instellingen die zich richten op het stimuleren van wetenschappelijk onderzoek onder meer via het verstrekken van beurzen zoals NWO (Nederlandse Organisatie voor Wetenschappelijk Onderzoek). De werkzaamheden van een oio waren in grote lijnen hetzelfde als die van een aio: het verrichten van (zelfstandig) wetenschappelijk onderzoek wat uiteindelijk leidde tot het schrijven van een proefschrift (dissertatie) met als doel te promoveren. Oio's hadden in tegenstelling tot de aio veelal geen onderwijstaken binnen de universiteit.
In 2004 werd door de universiteiten de tot dan geldende Rijksregeling voor functiewaarderen uit 1984 (BBRA 1984) vervangen door een systeem dat is gebaseerd op de Hay-methode voor functieordenen: het Universitair Functieordenen (UFO). Door de implementatie van deze nieuwe systematiek zijn oude functieprofielen als 'oio', 'aio', 'assistent-onderzoeker' of 'junior-onderzoeker' in onbruik geraakt en vervangen door een algemeen functieprofiel 'promovendus'.